# Major histocompatibility complex
Het major histocompatibility complex (MHC) is een deel van het genoom, bij mensen HLA genaamd, dat codeert voor eiwitten (glycoproteïnen) die zich aan de oppervlakte van veel zoogdiercellen bevinden en die een belangrijke rol spelen bij de herkenning van 'eigen' en 'niet-eigen' elementen in het lichaam. Het gaat om ongeveer 140 eiwitten die verschillende functies vervullen.

## Locatie op het genoom
Bij mensen ligt het MHC gecodeerd op de korte arm van chromosoom 6. Tussen de codering van MHC-II en MHC-I ligt MHC-III; deze laatste codeert voor diverse cytokinen en onderdelen van het complementsysteem. Het allel voor MHC-I bestaat uit drie loci die A, B en C worden genoemd. MHC-II beslaat ook drie loci (DP, DQ en DR).
Elk individu erft van beide ouders een setje van twee keer drie allelen en vormt daarmee zijn eigen unieke MHC.

## MHC-I

MHC klasse I eiwit molecuul

MHC-I-moleculen zijn aanwezig op de buitenkant van alle gekernde cellen in het menselijk lichaam en op bloedplaatjes. Het molecuul is een dimeer die op één plaats in het celmembraan ligt verankerd. MHC-I-moleculen presenteren 8-11 aminozuren van alle eiwitten die in een cel worden geproduceerd.
Als een cel geïnfecteerd is geraakt door bijvoorbeeld een virus, zal de cel de viruseiwitten die het virus produceert uit het cytosol vissen en presenteren op het MHC-I (als op een dienblaadje). Verschillende cytotoxische T-cellen zullen kijken of hun antigeenreceptor past op het gepresenteerde stukje antigeen. Als het klikt, zal de T-cel een FAS-binding tot stand brengen en perforines en granzyme uitscheiden. Perforines doorboren als kokertjes het celmembraan van de geïnfecteerde cel en granzyme gaat door die kokertjes naar binnen om de cel (en daarmee ook het virus) te vernietigen.
Sommige virussen gaan presentatie van hun viruseiwitten door MHC-I-moleculen tegen en kunnen daardoor lang onopgemerkt blijven voor het immuunsysteem. Maar er bestaan speciale NK-cellen, die cellen die in hun presentatie van eiwitten door MHC-I-moleculen onderdrukt worden, herkennen en doden, omdat er bij de NK-cellen sprake is van een stimulerende en inhiberende factor. De stimulerende factor moet aanwezig zijn en de inhiberende factor moet afwezig zijn. Als een cel dus minder MHC1 zal presenteren (de inhiberende factor) kan de NK-cel over gaan tot apoptose van de cel, aangezien de inhiberende receptor van de NK-cel niet getriggerd wordt.

## MHC-II

MHC klasse II eiwit molecuul

MHC-II-moleculen zijn alleen aanwezig op de buitenkant van antigeen-presenterende cellen. Het molecuul is een dimeer die op twee plaatsen in het celmembraan ligt verankerd. MHC-II-moleculen presenteren 9-30 aminozuren van eiwitten die via endocytose de cel zijn binnengekomen.
Als een macrofaag een ziekteverwekker heeft gefagocyteerd (opgegeten) en gelyseerd (verteerd), knipt hij daarna stukjes van de eiwitten van de ziekteverwekker en presenteert die op het MHC-II. Verschillende T-helpercellen zullen kijken of hun antigeenreceptor past en als het klikt zal de cel B-cellen aanzetten tot het produceren van antistoffen die werken op het specifieke antigeen.

## Het belang van MHC bij transplantaties
T-cellen leren het lichaamseigen MHC kennen tijdens hun ontwikkeling. Als een transplantaat met een niet-overeenkomend MHC wordt ingebracht, zullen de T-cellen een afstotingsreactie in gang zetten.